# 金元弘
金 元弘（キム・ウォンホン、朝鮮語: 김원홍、1945年7月17日 - ）は、朝鮮民主主義人民共和国（北朝鮮）の軍人、政治家。確認されている最終的な役職は朝鮮労働党中央委員会政治局員、同党中央軍事委員会委員、朝鮮民主主義人民共和国国務委員会委員。朝鮮人民軍における軍事称号（階級）は大将。2016年5月の朝鮮労働党第7次大会終了時点での党内序列は18位であり、2017年1月まで国家保衛相を務めていた。

## 略歴
1945年7月17日生まれ。朝鮮人民軍保衛司令部司令官を務め、2009年に朝鮮人民軍総政治局副局長（組織担当）に転出した。2010年9月の朝鮮労働党の第3回党代表者大会で党中央軍事委員会委員に、2012年4月11日の同第4回党代表者会で党中央委員会政治局員に選出された。さらに2012年4月13日に開催された最高人民会議で朝鮮民主主義人民共和国国防委員会委員に選出され、同月からは北朝鮮の一般市民の思想的動向を監視し「反革命分子」を摘発する最高執行責任者となる国家保衛相も務めている。
2014年3月に行われた第13期最高人民会議代議員選挙で代議員に再選された。
2016年6月29日に開催された第13期最高人民会議第4回会議では、国防委員会に代わって新設された国務委員会委員に選出された。
2017年1月11日、アメリカ財務省は人権侵害に関与したとして金元弘を経済制裁対象に指定し米国内の資産凍結を行うとともに米国人との取引を禁じた。
2017年2月3日、韓国統一省は金元弘が1月下旬に党組織指導部の検閲を受けて拷問などの人権侵害、様々な越権行為、不正行為を理由に国家保衛相（旧国家安全保衛部長）を解任され、大将から少将に降格されていたことを発表した。これと同時に、国家保衛省の次官級の幹部が多数処刑されていたことも発表した。
2017年4月15日、金日成生誕105周年記念の軍事パレードにおいて大将に復帰していたことが判明した。国家保衛相に復帰したかは不明。以前に比べて痩せた様子が映像で確認されたことにより、病気休養していたか懲罰的措置である「革命化教育」を受けた可能性が指摘された。
韓国の国家情報院によれば、2017年11月に朝鮮労働党指導部は朝鮮人民軍総政治局の「不純な態度」を問題視し、局長の黄炳瑞や同局の第1副局長に転出していた金元弘らの将校が処罰されたとしている。
2018年4月12日の朝鮮中央通信の報道により、前日に開かれた最高人民会議第13期第6回会議で、金正恩の提議により金が国務委員から解任されたことが判明した。